# Parthenicus merinoi
Parthenicus merinoi är en insektsart som beskrevs av Knight 1968. Parthenicus merinoi ingår i släktet Parthenicus och familjen ängsskinnbaggar. Inga underarter finns listade i Catalogue of Life.